# 美國金融博物館
美國金融博物館（英語：Museum of American Finance）．又稱為美國金融歷史博物館，成立於1988年，位於美國紐約市華爾街48號。它是美國唯一獨立的公共博物館，隸屬於史密森學會，以宣揚企業精神和民主自由市場傳統。這些理念促使紐約成為世界金融首府。該館特許成為教育機構。今日，金融教育是美國金融博物館最主要的任務。直到2006年12月，博物館由舊址百老匯26號標準石油大廈遷移到現址－前紐約銀行總部。2007年9月完成內部裝修。2008年1月對外開放。
在國家層面來說，博物館是個活躍角色，代表著不斷發展的金融文明運動，承諾協助他人從美國金融歷史吸取教訓。

## 重要館藏
- 華爾街早期照片
- 美國鋼鐵公司債券
- 喬治華盛頓的債券
- 標準石油公司股票

## 出版物品
- 《金融歷史雜誌》

## 照片集锦

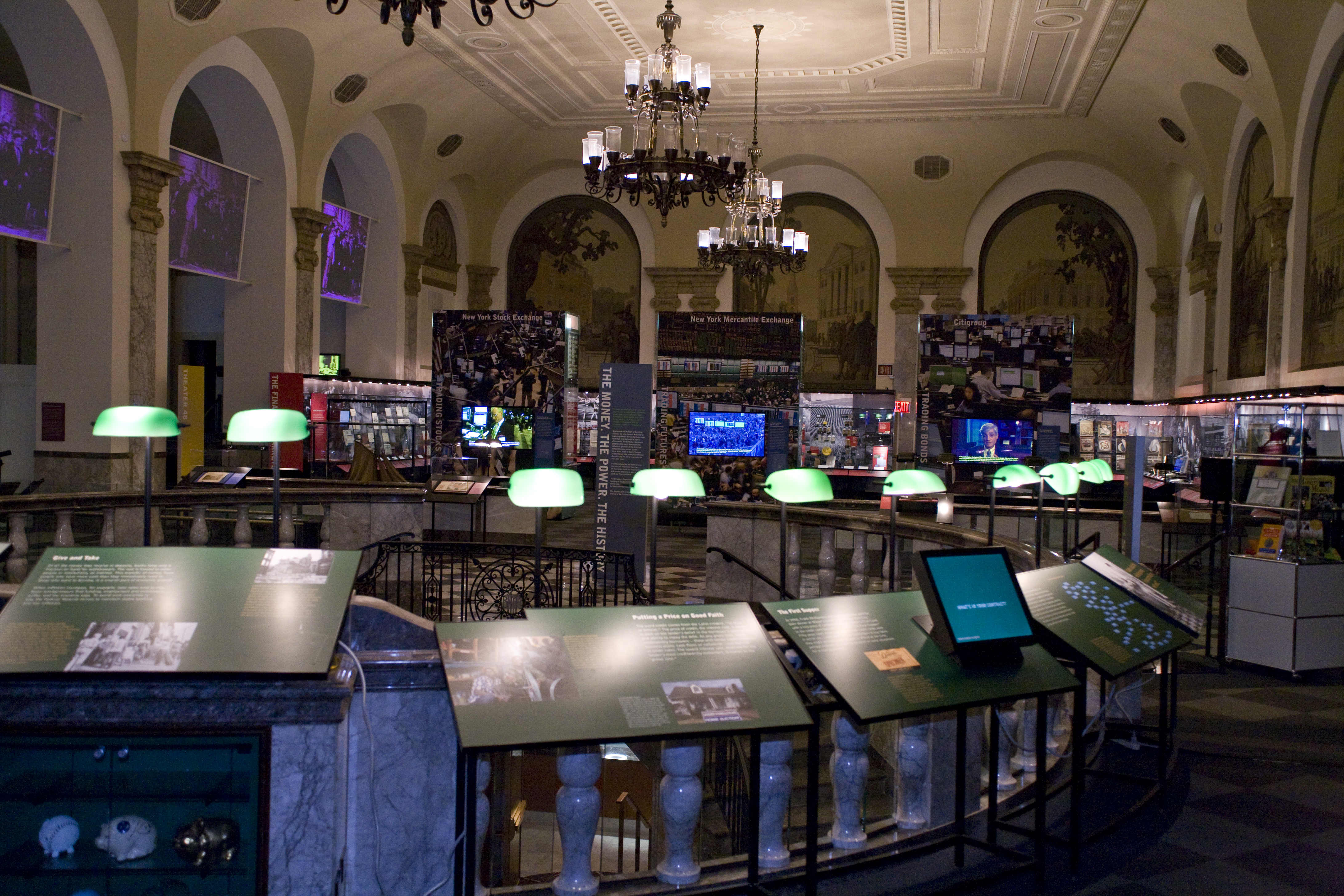
主展廊
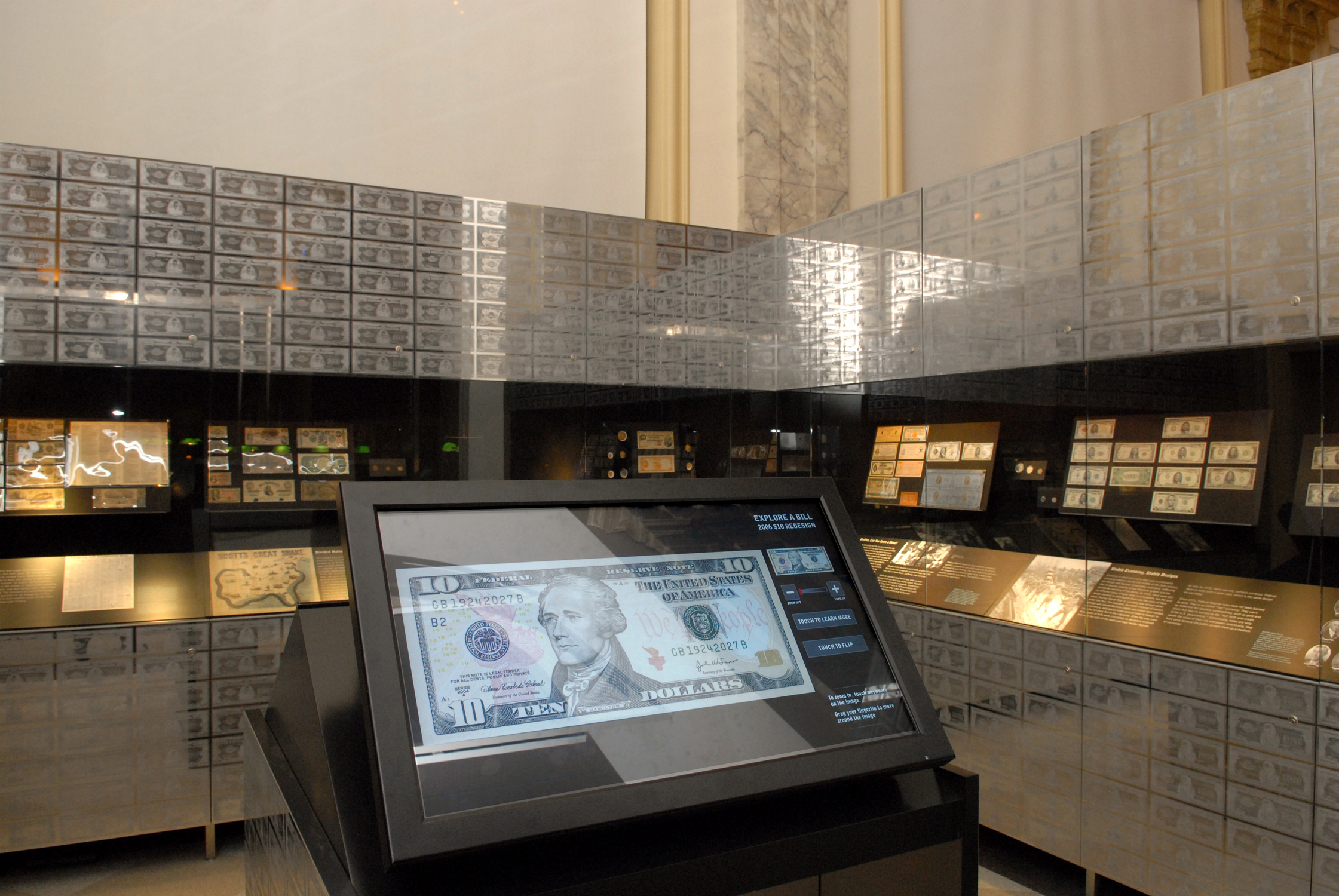
金钱展廊
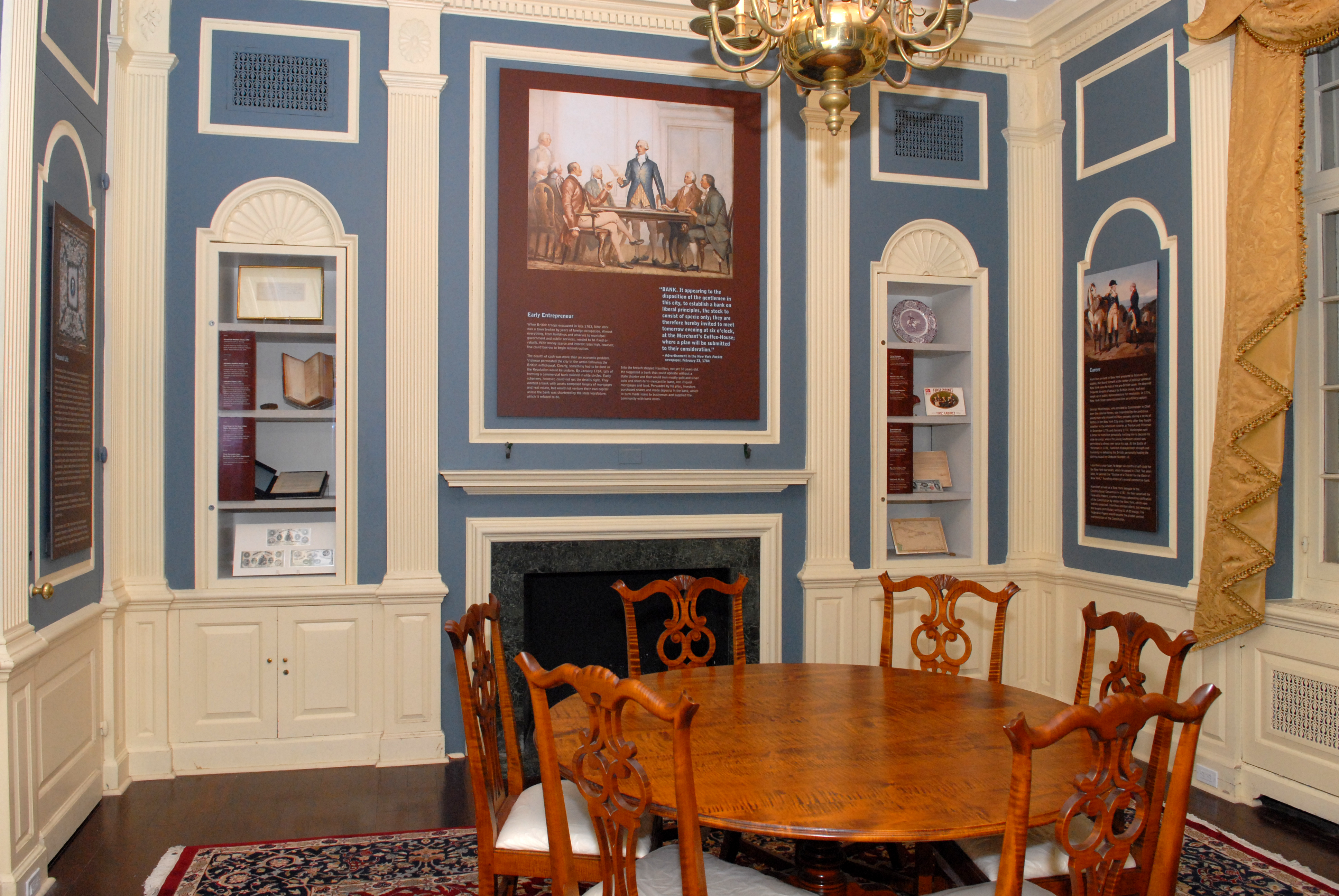
汉密尔顿展室
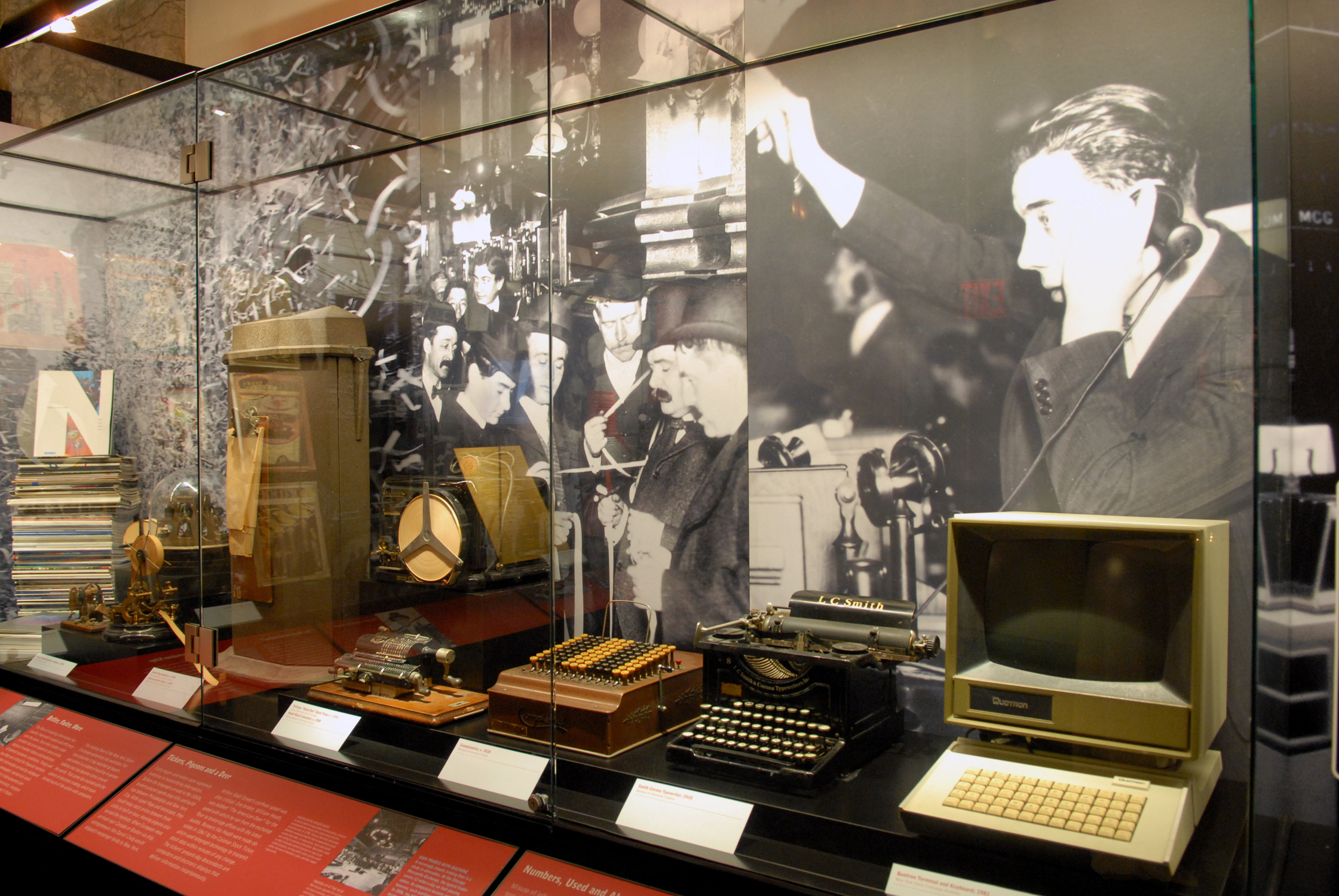
信息处